# آکواریوم کاسای‌رینکای
آکواریوم کاسای‌رینکای در توکیو پایتخت ژاپن واقع شده‌است. این آکواریوم محبوبترین آکواریوم در توکیو به شمار می آید. و سالانه ۳٬۵۵۰٬۰۰۰ نفر بازدیدکننده دارد. آب مورد نیاز آکواریوم از جزیرهٔ هاچیجوجیما به این آکواریوم با تانکر کشتی منتقل می‌شود و آب مصرفی این آکواریم در یک ماه به ۳۰۰۰ تن نیز می‌رسد.

## رسیدن به آکواریوم
- جی آر، خط کییو، ایستگاه کاسای‌رینکای کوئن